# Ciclismo ai Giochi della XXXIII Olimpiade - Cronometro maschile
La prova a cronometro maschile dei Giochi della XXXIII Olimpiade si è svolta il 27 luglio 2024 su un percorso di 32,2 km a Parigi con partenza dall'Hôtel des Invalides e arrivo al Ponte Alessandro III.

## Programma
Tutti gli orari sono UTC+1
| Data                      | Ora   | Turno  |
| ------------------------- | ----- | ------ |
| Mercoledì, 27 luglio 2024 | 16:34 | Finale |

## Risultati
| Pos. | N. gara | Ciclista                   | Nazione                     | Tempo    | Distacco  |
| ---- | ------- | -------------------------- | --------------------------- | -------- | --------- |
|      | 1       | Remco Evenepoel            | Belgio                      | 36'12"16 |           |
|      | 2       | Filippo Ganna              | Italia                      | 36'27"08 | a 14"92   |
|      | 11      | Wout Van Aert              | Belgio                      | 36'37"79 | a 25"63   |
| 4    | 5       | Joshua Tarling             | Gran Bretagna               | 36'39"95 | a 27"79   |
| 5    | 3       | Brandon McNulty            | Stati Uniti                 | 37'16"60 | a 1'04"44 |
| 6    | 14      | Stefan Bissegger           | Svizzera                    | 37'38"57 | a 1'26"41 |
| 7    | 6       | Nelson Oliveira            | Portogallo                  | 37'43"15 | a 1'30"99 |
| 8    | 4       | Stefan Küng                | Svizzera                    | 37'47"67 | a 1'35"51 |
| 9    | 12      | Maximilian Schachmann      | Germania                    | 37'50"71 | a 1'38"55 |
| 10   | 7       | Mikkel Bjerg               | Danimarca                   | 37'55"32 | a 1'43"16 |
| 11   | 25      | Mathias Vacek              | Rep. Ceca                   | 37'55"62 | a 1'43"46 |
| 12   | 26      | Ryan Mullen                | Irlanda                     | 37'57"16 | a 1'45"00 |
| 13   | 8       | Tobias Foss                | Norvegia                    | 37'57"28 | a 1'45"12 |
| 14   | 18      | Mattias Skjelmose          | Danimarca                   | 37'57"69 | a 1'45"63 |
| 15   | 19      | Kévin Vauquelin            | Francia                     | 38'04"93 | a 1'52"77 |
| 16   | 13      | Magnus Sheffield           | Stati Uniti                 | 38'05"24 | a 1'53"08 |
| 17   | 15      | Daan Hoole                 | Paesi Bassi                 | 38'06"68 | a 1'54"52 |
| 18   | 31      | Alberto Bettiol            | Italia                      | 38'06"77 | a 1'54"61 |
| 19   | 23      | Felix Großschartner        | Austria                     | 38'17"36 | a 2'05"20 |
| 20   | 16      | Derek Gee                  | Canada                      | 38'28"17 | a 2'16"01 |
| 21   | 10      | Evgenij Fëdorov            | Kazakistan                  | 38'33"98 | a 2'21"82 |
| 22   | 22      | Attila Valter              | Ungheria                    | 38'45"68 | a 2'33"52 |
| 23   | 24      | Michał Kwiatkowski         | Polonia                     | 38'49"60 | a 2'37"44 |
| 24   | 30      | Laurence Pithie            | Nuova Zelanda               | 38'49"76 | a 2'37"60 |
| 25   | 28      | Rui Alberto Faria da Costa | Portogallo                  | 39'00"07 | a 2'47"91 |
| 26   | 27      | Oier Lazkano               | Spagna                      | 39'08"86 | a 2'56"70 |
| 27   | 33      | Jan Tratnik                | Slovenia                    | 39'38"12 | a 3'25"96 |
| 28   | 21      | Jambaljamts Sainbayar      | Mongolia                    | 40'19"93 | a 4'07"77 |
| 29   | 20      | Biniam Girmay              | Eritrea                     | 40'20"65 | a 4'08"49 |
| 30   | 34      | Amir Ansari                | Atleti Olimpici Rifugiati   | 40'26"14 | a 4'13"98 |
| 31   | 32      | Gleb Syrica                | Atleti Individuali Neutrali | 40'33"30 | a 4'21"14 |
| 32   | 29      | Achraf Ed Doghmy           | Marocco                     | 43'31"37 | a 7'19"21 |
| DNF  | 9       | Luke Plapp                 | Australia                   | -        | -         |
| DNF  | 17      | Søren Wærenskjold          | Norvegia                    | -        | -         |